# 吉竹迪夫
吉竹 迪夫（よしたけ みちお、1911年 - 1979年9月12日）は、日本の英文学者。

## 略歴
埼玉県川越市生まれ。青山学院英文科卒、1935年九州帝国大学法文学部英文科卒。福岡県で旧制中学校教師、明治専門学校（九州工業大学）講師、福岡学芸大学助教授をへて、九州大学教養部助教授、教授。1974年定年退官、名誉教授。

## 著書
- 『ゴールデン・トレジャリー 英詩選釈』培風館 1956
- 『英詩の理解』吾妻書房 1964
- 『愛誦英詩選 その理解と鑑賞』中教出版 1970
- 『まざー・ぐーす 訳詞と解説』中教出版 1976-1977
- 『英詩の味読』篠崎書林 1979

### 翻訳
- 『まざー・ぐーす 英・米わらべうた』訳編 開文社 1962
- 『抒情英詩鈔 訳詩集』訳編 朝日出版社 1973